# Do You Really Want to Hurt Me
"Do You Really Want to Hurt Me" – singel zespołu Culture Club z 1982 roku.

## Ogólne informacje
Był to trzeci singel zespołu. Okazał się przełomowy i utorował grupie drogę do dalszej kariery. Jest to także jeden z dwóch największych przebojów Culture Club.
Na stronie B, zależnie od wersji, umieszczono "You Know I'm Not Crazy" lub "Love Is Cold".
W Wielkiej Brytanii singel był numerem 1, a w Stanach Zjednoczonych dotarł do miejsca drugiego.
Covery nagrała m.in. Blue Lagoon, ReBeatles Project w stylu I Want to Hold Your Hand.